# Opius kilisanus
Opius kilisanus är en stekelart som beskrevs av Fischer och Ahmet Beyarslan 2005. Opius kilisanus ingår i släktet Opius och familjen bracksteklar. Inga underarter finns listade i Catalogue of Life.